# نوپسرها ونرونی
نوپسرها ونرونی یک گونه سوسک از خانوادهٔ سوسک‌های شاخک‌دراز است. پروفسور پر اولوف کریستوفر آوریویلیوس در سال ۱۹۱۶ این گونه را توصیف و بررسی کرد. این گونه در کشورهای تانزانیا و مالاوی یافت شده است.

## انواع
- Nupserha vanrooni var. fuscomaculata Breuning, 1958
- Nupserha vanrooni var. holoflavipennis Breuning, 1958
- Nupserha vanrooni var. medionigripennis Breuning, 1958
- Nupserha vanrooni var. quadrisignata Breuning, 1958
- Nupserha vanrooni var. sexsignata Breuning, 1958
- Nupserha vanrooni var. usambarica Breuning, 1958